# Bovina (New York)
Bovina est une ville située dans le comté de Delaware, dans l'État de New York, aux États-Unis,. En 2010, elle comptait une population de 633 habitants, estimée au 1er juillet 2016 à 595 habitants.

## Démographie
Lors du recensement de 2010, la ville comptait une population de 633 habitants. Elle est estimée, en 2016, à 595 habitants.